# Belleville (Meurthe-et-Moselle)
Belleville ist eine französische Gemeinde mit 1.503 Einwohnern (Stand: 1. Januar 2022) im Département Meurthe-et-Moselle in der Region Grand Est (bis 2015 Lothringen). Sie gehört zum Arrondissement Nancy und zum Kanton Entre Seille et Meurthe. Die Einwohner werden Bellevillois genannt.

## Geografie
Belleville liegt etwa 15 Kilometer nordnordwestlich von Nancy an der Mosel. Umgeben wird Belleville von den Nachbargemeinden Autreville-sur-Moselle im Norden, Millery im Osten, Marbache im Süden, Saizerais im Südwesten sowie Dieulouard im Westen und Nordwesten.
Durch die Gemeinde führt die Autoroute A31. 

## Bevölkerungsentwicklung
| Jahr                       | 1962 | 1968 | 1975 | 1982 | 1990 | 1999 | 2006 | 2019 |
| Einwohner                  | 1281 | 1225 | 1176 | 1163 | 1276 | 1280 | 1461 | 1465 |
| Quellen: Cassini und INSEE |      |      |      |      |      |      |      |      |

## Sehenswürdigkeiten
- Kirche Saint-Étienne aus dem 15./16. Jahrhundert, seit 2004 Monument historique
- Ruinen des Donjons aus dem 13./14. Jahrhundert

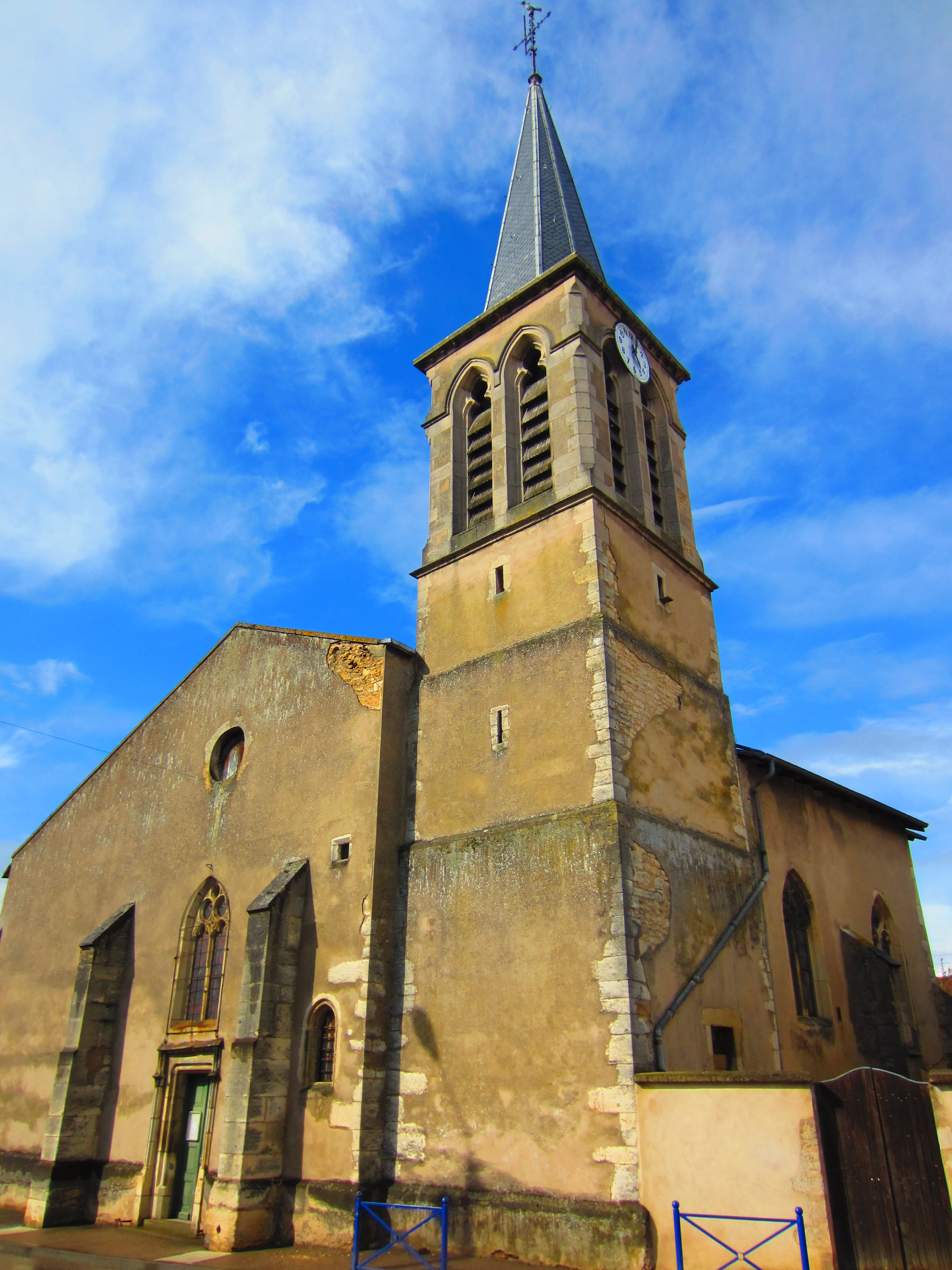
Kirche Saint-Étienne